# Port lotniczy Rock Sound
Port lotniczy Rock Sound – port lotniczy zlokalizowany w mieście Rock Sound, na wyspie Eleuthera (Bahamy).

## Linie lotnicze i połączenia
- Bahamasair (Governor's Harbour, Nassau)